# Krzysztof Andrzejewski
Krzysztof Andrzejewski (ur. 26 stycznia 1983 w Olsztynie) – polski siatkarz, występujący na pozycji libero. Wychowanek AZS UWM Olsztyn. 

## Jako siatkarz

### Sukcesy klubowe
Mistrzostwo I ligi:
- 2012
- 2017
- 2015

### Nagrody indywidualne
- 2009: Najlepszy broniący turnieju finałowego Pucharu Polski

## Jako trener

### Sukcesy klubowe
Mistrzostwo I ligi:
- 2025[3]